# Giovanni Francesco Romanelli

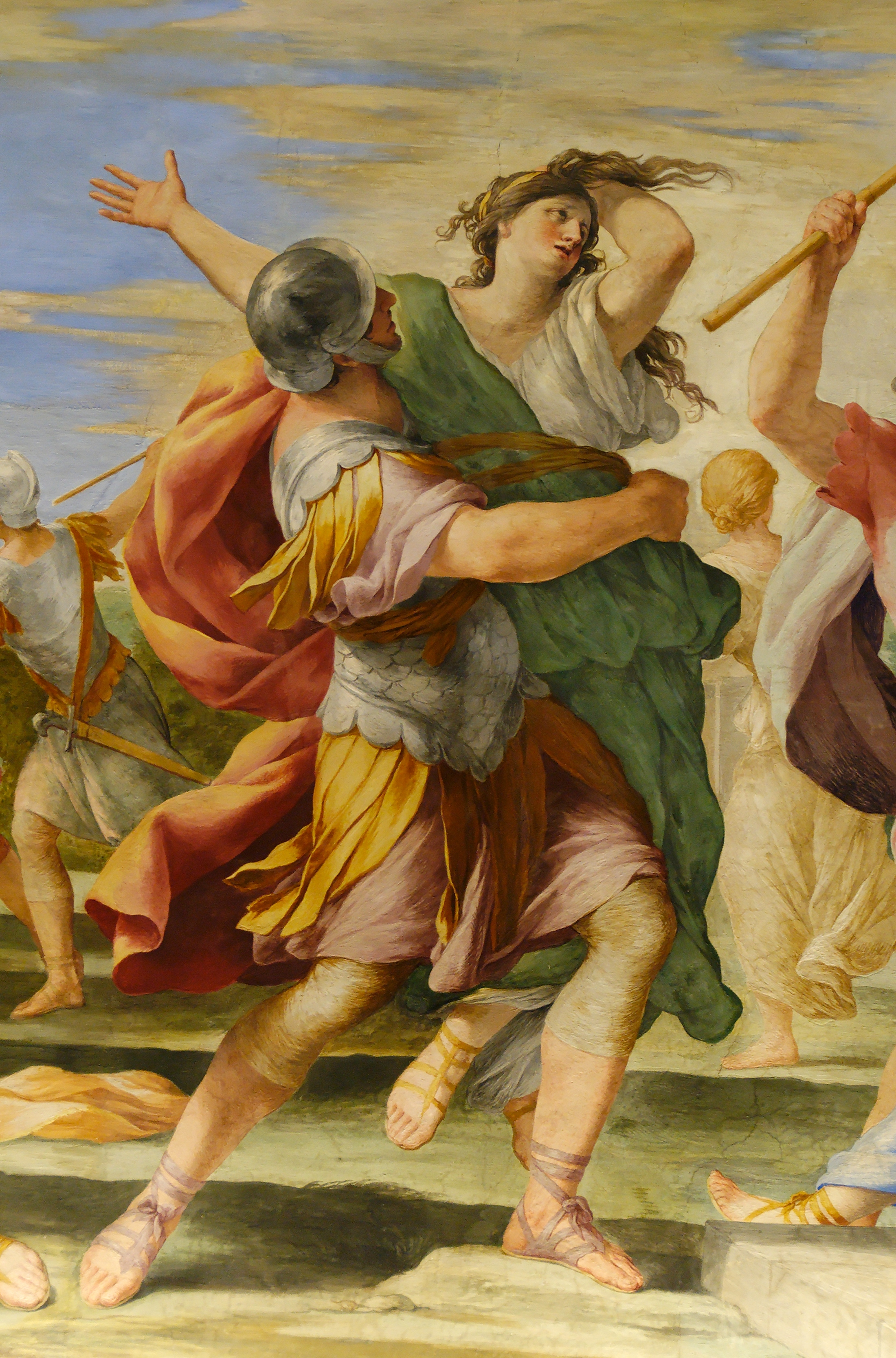
Il ratto delle Sabine, dettaglio dell'affresco negli appartamenti della Regina del Louvre, Parigi

Giovanni Francesco Romanelli, detto il Viterbese o il Raffaellino (Viterbo, 1610 circa – Viterbo, 1662), è stato un pittore italiano.

## Biografia
Romanelli nacque a Viterbo da Laura de Angelis e Bartolomeo Romanelli. All'età di 14 anni, si recò a Roma per studiare per diventare un artista. In pochi anni fu introdotto nelle maestranze del Cardinale Francesco Barberini. Fu allievo di Domenichino e nello studio di Pietro da Cortona, che era in quel periodo il più importante esponente della pittura barocca a Roma. Con quest'ultimo, però, il rapporto si degradò e il Romanelli andò via dal suo studio.
Continuò a essere molto attivo a Roma sotto la protezione dei Barberini.
Nel 1639 fu eletto Principe della prestigiosa Accademia di San Luca.
Con la morte di papa Urbano VIII e l'ascesa di papa Innocenzo X al soglio pontificio, la famiglia Barberini cadde in disgrazia e il Romanelli perse una protezione influente.
In quest'epoca fu chiamato a lavorare a Parigi dal Cardinale Mazarino, per il quale dipinse un ciclo di affreschi sul tema delle Metamorfosi di Ovidio. Qui dipinse anche gli appartamenti di Anna d'Austria, madre di Luigi XIV, al Palazzo del Louvre.
In Francia lavorò anche al Castello di Le Raincy e al Palazzo Episcopale di Carpentras. Per il prestigio delle sue opere in Francia fu fatto Cavaliere dell'Ordine di San Michele da re Luigi XIV.
Negli ultimi anni della sua vita tornò a Viterbo dove eseguì le sue ultime opere.
Tra gli alunni di Romanelli si annoverano suo figlio Urbano Romanelli e Giovanni Monevi.

## Opere

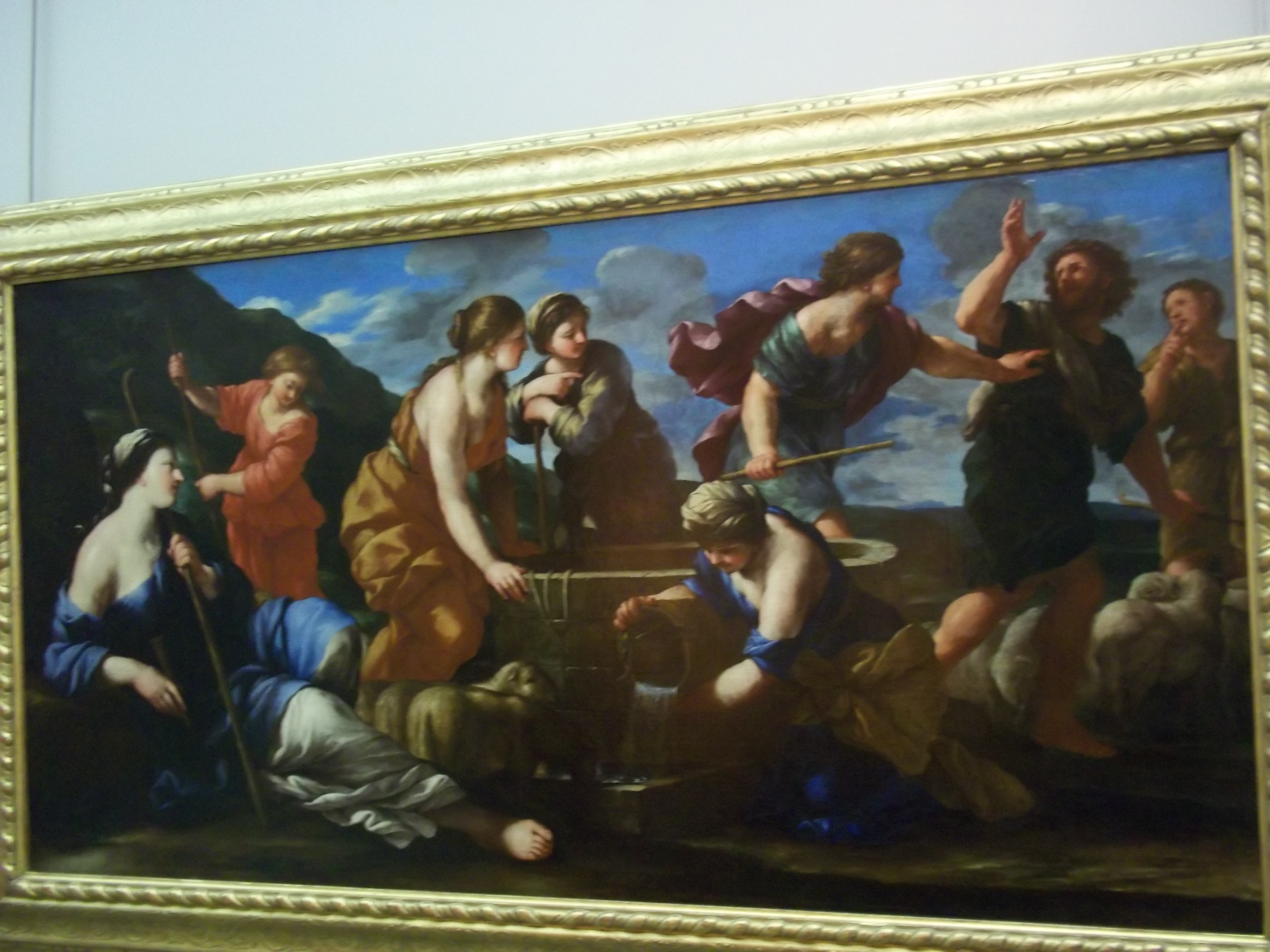
Mosè e le figlie di Jethro, Museo del Louvre, Parigi

Tra i suoi dipinti più importanti si ricorda:
- Deposizione dalla Croce in Sant'Ambrogio della Massima, Roma
- Presentazione al tempio, che fu riportato in forma di mosaico in un altare della Basilica di San Pietro, Roma
- Il Ratto delle Sabine al Louvre,  Parigi
- Raccolta della Manna al Louvre,  Parigi
- Mosè e le figlie di Jethro al Louvre,  Parigi
- una Sibilla al Museo di Capodimonte di Napoli.
- San Lorenzo al Duomo di Viterbo
- Il ritorno dall'Egitto al Museo nazionale d'arte della Catalogna di Barcellona